# هفته‌نامه
هفته‌نامه نشریه‌ای است که هر هفته یک بار به‌طور مرتب منتشر می‌شود. از هفته‌نامه‌های فارسی می‌توان به اطلاعات هفتگی (چاپ تهران) و سباوون (چاپ کابل) اشاره کرد. همچنین مجلات تایم و فوربز نیز دیگر مجلات هفتگی هستند که در نیویورک و جرزی سیتی مستقر هستند و به زبان انگلیسی فعالیت میکند.